# El Sahugo
El Sahugo település Spanyolországban, Salamanca tartományban. El Sahugo El Bodón, Herguijuela de Ciudad Rodrigo, Martiago, Robledillo de Gata, Descargamaría és Robleda községekkel határos. Lakosainak száma 181 fő (2024).

## Népesség
A település népessége az elmúlt években az alábbi módon változott:
| Lakosok száma | 266  | 270  | 252  | 240  | 219  | 196  | 191  | 186  | 176  | 181  |
|               | 2001 | 2004 | 2007 | 2009 | 2012 | 2014 | 2017 | 2019 | 2022 | 2024 |